# مومیجی یامامورا
مومیجی یامامورا (انگلیسی: Momiji Yamamura؛ زادهٔ ۲۷ اکتبر ۱۹۶۰) بازیگر اهل ژاپن است.